# Fantasville
Fantasville es una línea de novelas de ficción para adolescentes escrita por el Autor estadounidense Christopher Pike. 
La historia, transcurre en Springville, un pueblo que se encuentra en la costa oeste de Estados Unidos, en el estado de Oregón. Se le atribuye el nombre de Fantasville debido a los extraños y horripilantes acontecimientos que ahí acontecen, ya que estos sucesos son únicamente vistos por los niños y adolescentes del lugar, y solo ellos son los que ven y llaman de esta manera al pueblo.

## Títulos
De los 24 libros, 21 se publicaron en español y 3 se publicaron solo en inglés y francés. En alemán y ruso se publicaron 10, y en italiano 12.
1. La Senda Secreta
2. El Aullido del Fantasma
3. La Cueva Embrujada
4. Los Extraterrestres
5. Los Monstruos de Hielo
6. La Venganza de la Bruja
7. El Rincón Oscuro
8. Extraños Visitantes
9. La piedra de los deseos
10. El Gato Malvado
11. El Pasado Mortal
12. La Bestia Oculta
13. El Monstruo Profesor
14. La Casa del Mal
15. La Invasión de Las Nadie
16. El Maleficio del Tiempo
17. El Monstruo en el Armario
18. Los Cangrejos Asesinos
19. La Noche del Vampiro
20. Un Viaje Peligroso
21. Los Muertos Vivientes
22. La Monstruosa Criatura
23. El teléfono de la Angustia
24. El Regalo de la Bruja